# Missão do Representante do Secretário-Geral das Nações Unidas na República Dominicana
Missão do Representante Especial do Secretário-Geral das Nações Unidas na República Dominicana (em castelhano:  Misión del Representante del Secretario General en la República Dominicana, em inglês:  Mission of the Representative of the Secretary General in the Dominican Republic); mais conhecida pela sigla DOMREP, foi uma missão das Nações Unidas aprovada pela Resolução 203 do Conselho de Segurança das Nações Unidas em 1965.
Após a invasão estadunidense do país, que depôs o presidente democraticamente eleito Juan Bosch, o Conselho de Segurança decidiu enviar um contingente que garantiria a ordem e a segurança no país para novas as eleições, com a administração temporária do representante do Secretário-Geral, José Antonio Mayobre.
A missão terminou em outubro de 1966 e os países que enviaram observadores militares foram: Brasil, Canadá e Equador.